# Falkenstein/Harz
Falkenstein/Harz ist eine Stadt im Landkreis Harz in Sachsen-Anhalt. Die Stadt wurde am 1. Januar 2002 durch Fusion der vormals selbständigen Stadt Ermsleben mit den vormals selbständigen Gemeinden Endorf, Meisdorf, Neuplatendorf, Pansfelde, Reinstedt und Wieserode gebildet und lag bis zum 1. Juli 2007 im Landkreis Aschersleben-Staßfurt.

## Geografie
Die Stadt, deren Name in Anlehnung an die Burg Falkenstein gewählt wurde, liegt am Nordostrand des Harzes und erstreckt sich vom engen Selketal im Harz über die oberen Täler einiger Eine-Nebenflüsse (Leine, Schwennecke) bis zum flacheren Gebiet des nördlichen Harzvorlandes. Falkenstein/Harz liegt an der Straße der Romanik. Bis zum 30. Juni 2007 war die Stadt Falkenstein/Harz dem aufgelösten Landkreis Aschersleben-Staßfurt zugeordnet.
Umgeben wird Falkenstein/Harz von den Nachbargemeinden Seeland im Norden, Aschersleben im Nordosten, Arnstein im Südosten und Süden, Harzgerode im Südwesten sowie Ballenstedt im Westen.

## Ortsteile
| Ortschaft     | Die Ortschaften von Falkenstein/Harz (anklickbare Karte) |
| ------------- | -------------------------------------------------------- |
| Endorf        | Die Ortschaften von Falkenstein/Harz (anklickbare Karte) |
| Ermsleben     | Die Ortschaften von Falkenstein/Harz (anklickbare Karte) |
| Meisdorf      | Die Ortschaften von Falkenstein/Harz (anklickbare Karte) |
| Neuplatendorf | Die Ortschaften von Falkenstein/Harz (anklickbare Karte) |
| Pansfelde     | Die Ortschaften von Falkenstein/Harz (anklickbare Karte) |
| Reinstedt     | Die Ortschaften von Falkenstein/Harz (anklickbare Karte) |
| Wieserode     | Die Ortschaften von Falkenstein/Harz (anklickbare Karte) |

## Politik

### Stadtrat
Die Kommunalwahl am 26. Mai 2019 führte bei einer Wahlbeteiligung von 56,4 % zu folgendem Ergebnis:
- Linke: 2
- AJR: 3
- SPD: 2
- Grüne: 1
- BFF: 4
- KWV: 1
- Unabh.: 1
- CDU: 6

| Parteien und Wählergemeinschaften | Parteien und Wählergemeinschaften           | % 2019 | Sitze 2019 |        | % 2014 | Sitze 2014 |
| CDU                               | Christlich Demokratische Union Deutschlands | 29,03  | 6          | 41,47  | 8      |            |
| BFF                               | Bürgerforum Falkenstein                     | 19,45  | 4          | 13,40  | 3      |            |
| AJR                               | Alternative Junges Forum und Robin Hood     | 12,82  | 3          | 12,10  | 2      |            |
| Linke                             | Die Linke                                   | 10,23  | 2          | 11,47  | 2      |            |
| SPD                               | Sozialdemokratische Partei Deutschlands     | 09,14  | 2          | 10,85  | 2      |            |
| KWV                               | Kommunale Wählervereinigung Pansfelde       | 05,39  | 1          | 04,24  | 1      |            |
| Wir                               | Wir Reinstedter                             | 01,67  | –          | 02,58  | 1      |            |
| Grüne                             | Bündnis 90/Die Grünen                       | 03,12  | 1          | 0–     | –      |            |
| Unabh.                            | Einzelbewerber                              | 09,14  | 1          | 02,43  | 1      |            |
| Gesamt                            | Gesamt                                      | 100    | 20         | 100    | 20     |            |
| Wahlbeteiligung                   | Wahlbeteiligung                             | 56,4 % | 56,4 %     | 49,0 % | 49,0 % |            |

### Bürgermeister
Bürgermeister von Falkenstein ist Rico Röse (Freie Wähler). Bei der Stichwahl am 2. April 2023 wurde er mit 65 Prozent der gültigen Stimmen bei einer Wahlbeteiligung von 44,8 Prozent gewählt.

### Wappen
| Wappen von Falkenstein/Harz | Blasonierung: „In Blau über einer durchgehenden schwarz gefugten silbernen Zinnenmauer mit offenem Tor ein dreistöckiger silberner Zinnenturm mit 9 (3 : 3) schwarzen Rundbogenfensteröffnungen und rotem Spitzdach, begleitet rechts von einem schwebenden gespaltenen Wappenschild – vorn in Silber ein schwarzer Adler am Spalt, hinten von Rot über Silber dreimal geteilt – links von einem schwebenden silbernen Spangenhelm mit silbernen Decken und offenem schwarzen Flug; auf der Dachspitze ein flugbereit sitzender, linksgewendeter goldener Falke zwischen zwei zugewendet fliegenden goldenen Falken.“ |
| Wappen von Falkenstein/Harz | |

## Verkehr
Die Bundesstraße 185 von Ballenstedt nach Aschersleben durchquert den zentralen Ortsteil Ermsleben. Von Hoym über Ermsleben, Meisdorf und Pansfelde führt eine Landstraße zur Bundesstraße 242 (Klausstraße) sowie nach Wippra im Unterharz. Die Bahnhöfe in Meisdorf, Ermsleben und Reinstedt liegen an der ehemaligen Bahnstrecke Frose–Quedlinburg. Durch Buslinien der Harzer Verkehrsbetriebe sind alle Orte miteinander verbunden.

## Sehenswürdigkeiten
- Burg Falkenstein
- Konradsburg
- Selketal

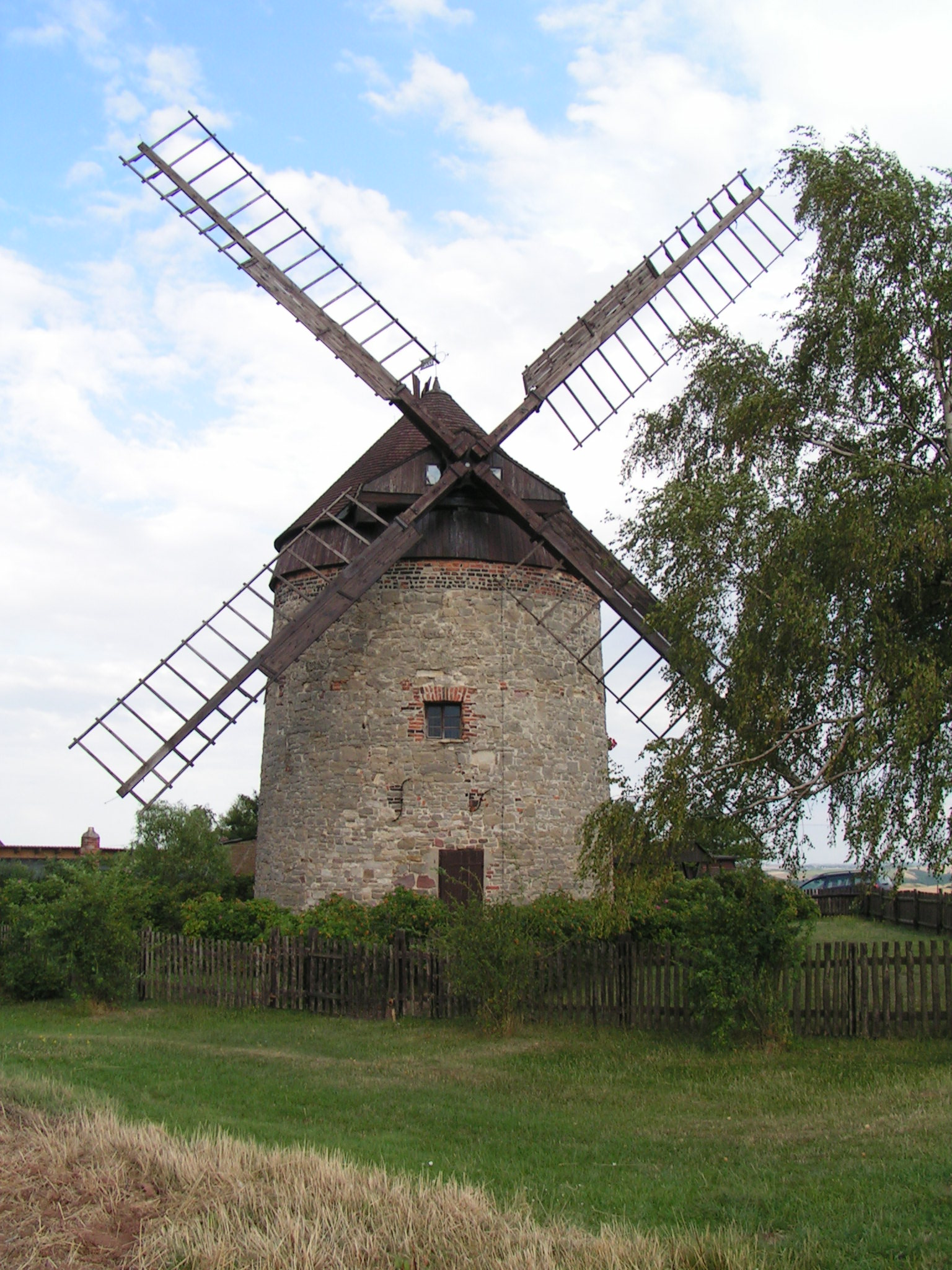
Turmwindmühle Endorf

- Alte Ziegelei Degenershausen bei Wieserode
- Landschaftspark Degenershausen
- Turmwindmühle Endorf
- Friedrichshohenberg
- Zwei VVN-Ehrenmale auf dem Stadtfriedhof in Ermsleben zur Erinnerung an sechs und neun ermordete KZ-Häftlinge eines Todesmarsches vom KZ Langenstein-Zwieberge aus dem April 1945
- Gedenkstein an die Opfer der Shoa auf dem ehemaligen Jüdischen Friedhof in Ermsleben, Meisdorfer Straße
- Ehrenmale für Opfer des KZ Langenstein-Zwieberge in Ermsleben, Meisdorf, Endorf und Reinstedt
- Ehrenmal zum Gedenken der Opfer des Kapp-Putsches in Sinsleben, sowie Gedenkzeichen der Erinnerung an Hans Beimler in Wieserode[6]

## Persönlichkeiten

### Söhne und Töchter der Stadt
- Christian Julius von Hoym (1586–1656), geboren in Ermsleben, Erbkämmerer des Fürstentums Halberstadt und Rittergutsbesitzer
- Joachim Ramdohr (1587–1667), geboren in Ermsleben, Bauherr, Unternehmer und Magistratsmitglied in Aschersleben
- Johann Wilhelm Ludwig Gleim (1719–1803), geboren in Ermsleben, Dichter und Schriftsteller, Gründer des Halberstädter Dichterkreises
- Achatz Ferdinand von der Asseburg (1721–1797), geboren in Meisdorf, Diplomat
- Johann Ludwig Anton Rust (1721–1785), geboren in Reinstedt, Jurist, Archivar und Bibliothekar
- Ludwig von Doetinchem de Rande (1826–1899), geboren in Pansfelde, preußischer Landrat und Geheimer Regierungsrat
- Werner Sombart (1863–1941), geboren in Ermsleben, Soziologe und Volkswirt
- Carl Delius (1874–1953), geboren in Ermsleben, Politiker (DDP), Reichstagsabgeordneter
- Horst Keitel (1928–2015), geboren in Meisdorf, Schauspieler und Synchronsprecher
- Inge Schneider (1947–2021), geboren in Ermsleben, Filmeditorin

### Weitere mit Falkenstein verbundene Persönlichkeiten
- Jacob Friedrich Reimmann (1668–1743), Gelehrter und Bibliophiler, lebte in Ermsleben, bis seine berühmte Bibliothek 1710 ein Raub der Flammen wurde
- Moritz Levin Friedrich Graf von der Schulenburg (1774–1814), sächsischer Kammerherr, Majoratsherr auf Burg- und Kirchscheidungen, starb in Meisdorf
- Ludwig Graf von der Asseburg (1796–1869), Herr der Mindergrafschaft Falkenstein, preußischer Hofjägermeister und Mitglied des Preußischen Herrenhauses
- Eduard Nehse (1794–nach 1855), Naturforscher, Betreiber einer Gastwirtschaft am Fuß der Burg Falkenstein und Herausgeber einer Falkensteiner Burgchronik
- Friedrich Graf von der Asseburg (1861–1940), Besitzer von Burg Falkenstein und Schloss Meisdorf, preußischer Offizier und Kammerherr